# Cyrestis telamon
 (août 2024).
Si vous disposez d'ouvrages ou d'articles de référence ou si vous connaissez des sites web de qualité traitant du thème abordé ici, merci de compléter l'article en donnant les références utiles à sa vérifiabilité et en les liant à la section « Notes et références ».
Espèce
Cyrestis telamon est une espèce de lépidoptères appartenant à la famille des Nymphalidae, à la sous-famille des Cyrestinae et au genre Cyrestis.

## Systématique
Le nom valide complet (avec auteur) de ce taxon est Cyrestis telamon Linnaeus, 1758.

### Noms vernaculaire
Il est nommé Map en anglais, Mappemonde en français.

### Sous-espèces
- Cyrestis telamon telamon
- Cyrestis telamon buruensis Martin; présent à Buru.
- Cyrestis telamon obianus Martin; présent à Obi.
- Cyrestis telamon obscuratus Martin;
- Cyrestis telamon obscurissimus Martin[2].

Cyrestis whitmei Butler est considéré par certains comme une sous-espèce de Cyrestis achates, Cyrestis achates whitmei[réf. nécessaire].

## Description
C'est un grand papillon blanc à ornementation complexe de fines lignes marron coupant les veines finement soulignées de marron. Les ailes antérieures ont une bordure et l'apex marron, deux bandes basales bleues et deux ocelles submarginaux cernés de bleu, couleur bleue qui se prolonge par une ligne bleue aux postérieures. La partie anale est orange et la petite queue est bleue.
Le revers présente la même ornementation.

## Biologie

### Plantes hôtes
Les plantes hôtes de sa chenille sont des lianes, des Apocynaceae.

## Écologie et distribution
Il est présent aux Moluques. 

### Biotope
Il réside en forêt, dans les lieux où poussent les lianes plantes hôtes de sa chenille.

### Protection
Pas de statut de protection particulier.